# 정응민
정응민(鄭應珉, 1896년~1964년)은 일제 강점기 조선 시대의 국악인이자 판소리 명창이다. 전라도 보성에서 태어났다. 보성은 박유전이 생활한 곳으로 그의 소리를 이은 명문가에서 태어났다. 고종 때의 명창인 정재근의 조카이고 《강산제》의 보유자 정권진의 아버지인 그는, 어려서부터 큰아버지인 정재근에게서 판소리를 배웠고, 그 뒤 김찬업과 이동백에게서 판소리를 배웠다. 그는 이른바 소년 명창으로 대한제국 고종 때(1906년)에 어전에서 소리를 했을 만큼이나 장래가 촉망되었으나, 1910년 경술국지늑약(한일합방)이 체결된 이후로는 차라리 고향에 은거하면서 제자를 길렀다. 특히, 그는 《심청가》를 잘하였다. 그가 부른 《춘향가》, 《심청가》, 《적벽가》, 《수궁가》는 정권진에게 전해졌다.